# Red Municipal de Bibliotecas Públicas de Soacha Joaquín Piñeros Corpas
La Red Municipal de Bibliotecas Públicas de Soacha Joaquín Piñeros Corpas es la red municipal de bibliotecas públicas de la ciudad de Soacha, esta agrupa cinco bibliotecas dentro de la jurisdicción del municipio, debe su nombre al escritor y político suachuno Joaquín Piñeros Corpas, se encuentra asociada a la red Red Nacional de Bibliotecas Públicas.

## Servicios
La red cuenta con diversos servicios orientados a la comunidad suachuna buscando la promoción de la lectura y las actividades culturales, entre sus servicios se encuentran:
- Préstamo de materiales
- Acceso a Internet
- Club de lectura
- Cineforo

## Sedes
Actualmente están en funcionamiento la sede principal de la Biblioteca en el Edificio de la Casa de Cultura ubicada en la comuna 2 por la Carrera 7 con Calle 14, junto al Museo Arqueológico de Soacha y la Secretaría de Cultura municipal, así como sedes satélites en las comunas 3 (Ciudad Verde en el Parque Logroño y La Despensa junto a la Institución Educativa homónima en territorio citoverdino), 4 (La Isla) y una rural en el corregimiento 2 (El Charquito).